# Kruševac
Kruševac (ćirilično: Крушевац) je grad u središnjoj Srbiji, i sjedište je Rasinskog okruga. Prema popisu iz 2022. godine, Kruševac ima oko 68 tisuća stanovnika. Važno je srpsko gospodarsko središte, jer ima razvijenu metalno-prerađivačku i kemijsku industriju.  Grad Kruševac obuhvaća 101 naselje i zahvaća površinu od 854 km2

## Geografija
Nalazi se u Kruševačkoj kotlini koja obuhvaća dolinu Zapadne Morave i prostire se između Levča i Temnića na sjeveru, Župe, Kopaonika i Jastrepca na jugu i Kraljevačke kotline i Ibarske doline na zapadu. Kruševac pripada središnjoj i južnoj Srbiji u Rasinskom okrugu.

## Povijest
Kruševac je osnovao srpski knez Lazar 1371. godine. Iz njega je vojska srpskog kneza krenula u bitku na Kosovo 1389. Unutar utvrđenoga dijela grada nalazi se i crkva Lazarica iz istoga razdoblja. U Kruševcu je do danas ostalo sačuvano i nekoliko arhitektonskih spomenika iz vremena Osmanske vladavine.

## Poznate osobe
Iz Kruševca su neki od najpoznatijih jugoslavenskih i srpskih glumaca, kao što su Miodrag Petrović Čkalja, Radmila Savićević, Radmila Živković, Taško Načić, Vojin Ćetković, Branislav Trifunović te najplodniji srpski i jugoslavenski scenarist humorističnih TV-serija Novak Novak, srpska taekwondoistica Tijana Bogdanović, spisateljica Ljiljana Habjanović Đurović, kao i pjevačica Milica Todorović.

## Galerija
- Panorama Kruševca
- Panorama Kruševca

## Vanjske poveznice
- Službena stranica  Arhivirana inačica izvorne stranice od 8. ožujka 2016. (Wayback Machine)